# Tiristor ETO
O tiristor de comutação pelo emissor (ETO) é um tipo de tiristor que usa  MOSFET para ligar e desligar. Ele combina as vantagens do GTO e o MOSFET. Ele tem duas portas - uma porta  para o acionamento do componente e outra com um MOSFET em série para desacionamento.

## História

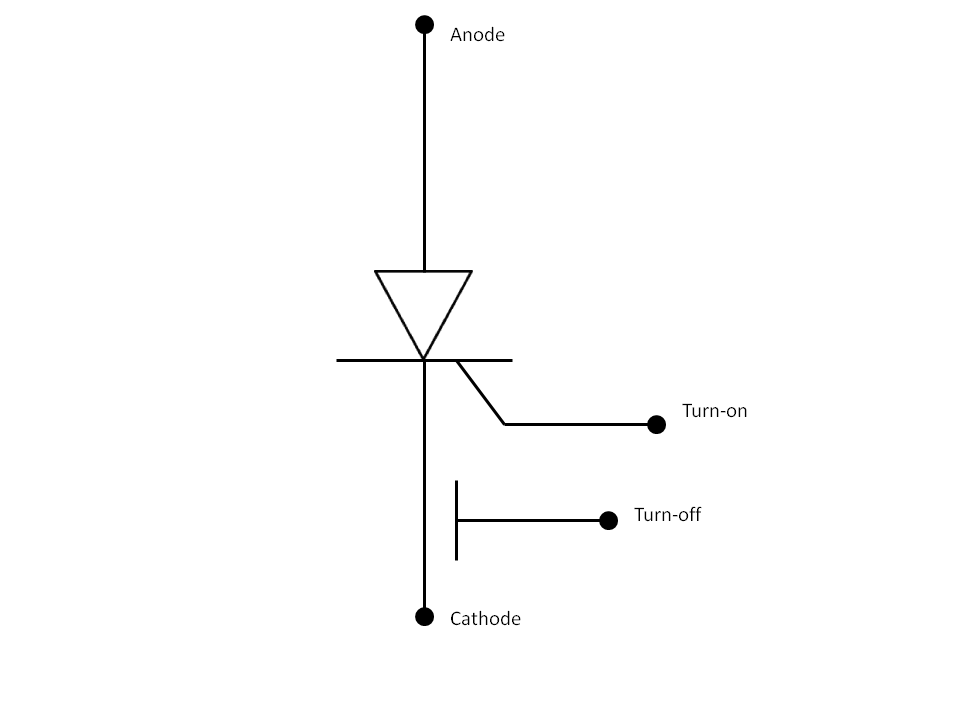
Simbologia para um ETO

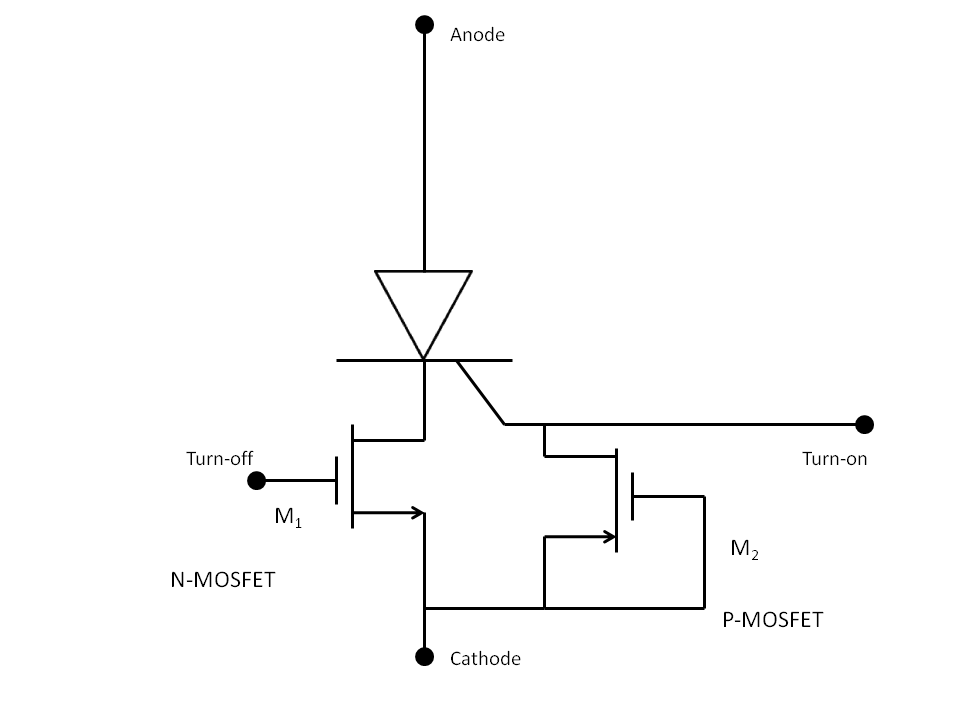
Circuito equivalente de um ETO

A primeira geração de ETO foi desenvolvido pela Power Electronics, Virginia Tech, em 1999. Embora o conceito de ETO tenha sido demonstrado, a primeira geração de ETO possuim certas limitações que impediram aplicações de alta potência.

## Descrição Do componente

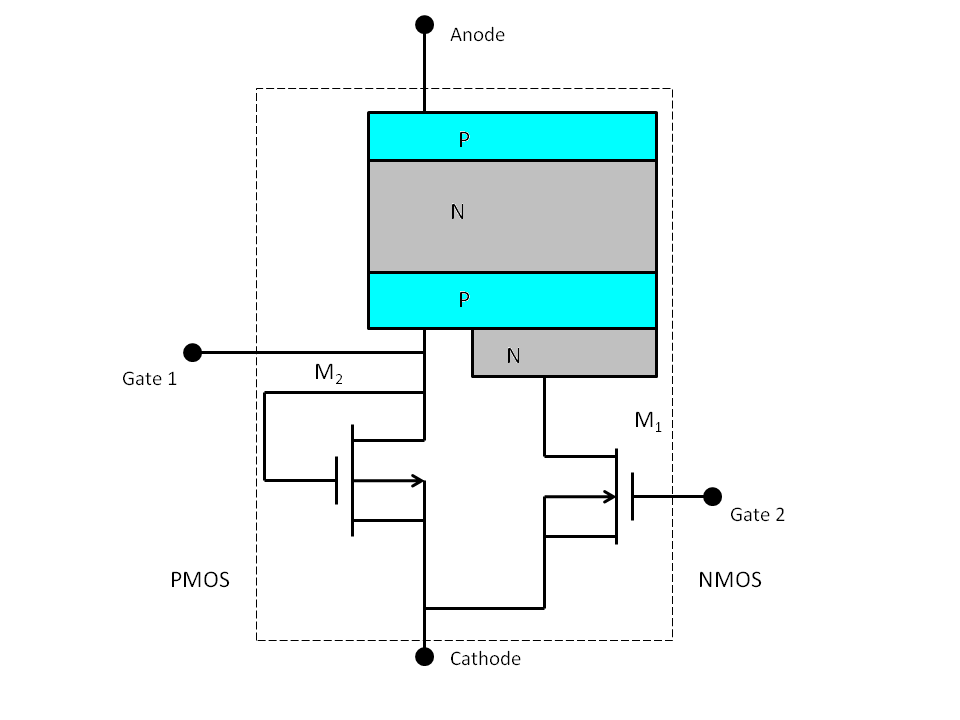
Estrutura P-N de um ETO

### Acionamento
Um ETO é ativado pela aplicação de uma tensão positiva nas portas, porta 1 e porta 2. Quando uma tensão positiva é aplicada a porta 2 se produz um acionamento do MOSFET  conectado em série com o terminal cátodo ligado a estrutura PNPN do tiristor. A tensão positiva aplicada na porta 1 desliga o MOSFET conectado ao terminal de porta do tiristor.

### Desligamento
Quando um sinal negativo de desacionamento é aplicado ao MOSFET ligado ao cátodo do componente, o componente desliga e transfere toda corrente do cátodo (emissor do tipo N da estrutura NPN do transistor presente no tiristor) para dentro da porta-base através de MOSFET ligado a porta do tiristor. Esse processo encerra o ciclo regenerativo . Ambos MOSFET's conectados ao cátodo e conectados a porta estão geralmente  precavidos de tensões que estressem o dispositivo, independente da magnitude, independentemente da magnitude da tensão na ETO, devido à estrutura interna do tiristor contendo uma junção PN. A desvantagem de se conectar  um MOSFET em série é que ele deve  transportar toda corrente principal de condução do dispositivo incrementando a queda de tensão no ETO em cerca de 0,3 a 0,5 V e demais perdas advindas. Semelhante a um GTO, para um novo acionamento do componente é necessario que as cargas residuais no anodo sejam dissipadas através do processo de recombinação.